# Deutsche Fünfkampf-Meisterschaft 1948

Veranstaltungsort: Düsseldorf

Die Deutsche Fünfkampf-Meisterschaft 1948 war eine Billard-Turnierserie und fand zum sechsten Mal vom 17. bis 23. November in Düsseldorf statt.

## Geschichte
Bereits zum vierten Mal konnte sich August Tiedtke den Titel bei den deutschen Fünfkampfmeisterschaften sichern. Diesmal war aber mit Walter Lütgehetmann ein fast ebenbürtiger Gegner im Teilnehmerfeld. Im entscheidenden Match der beiden war bis zur Dreibandpartie alles ausgeglichen. Hier siegte Tiedtke aber sicher mit 20:5 in 11 Aufnahmen. Platz drei ging an Siegfried Spielmann.

## Modus
Reihenfolge der Endrechnung in der Abschlusstabelle:
1. PP = Partiepunkte
2. VGD = Verhältnismäßiger Generaldurchschnitt
3. MP = Matchpunkte
4. BVED = Bester Einzel Verhältnismäßiger Durchschnitt

Bei der Berechnung des VGD wurden die erzielten Punkte in folgender Weise berechnet:
Freie Partie: Distanz 200 Punkte (erzielte Punkte mal 1)
Cadre 45/2: Distanz 150 Punkte (erzielte Punkte mal 2)
Einband: Distanz 50 Punkte (erzielte Punkte mal 9)
Cadre 71/2: Distanz 100 (Punkte erzielte Punkte mal 3)
Dreiband: Distanz 20 Punkte (erzielte Punkte mal 40)
Alle Aufnahmen wurden mal 1 gewertet.
Der Fünfkampf wurde auch in dieser Spielfolge gespielt.
In der Endtabelle wurden die erzielten Partiepunkte vor den Matchpunkten und dem VGD gewertet.

## Abschlusstabelle
| Legende | Legende                                       |
| --- | --------------------------------------------- |
| Abk. | Bedeutung                                     |
| Pkt. | erzielte Punkte                               |
| Aufn. | benötigte Aufnahmen                           |
| ED | Einzeldurchschnitt                            |
| GD | Generaldurchschnitt                           |
| VGD | Verhältnismässiger Generaldurchschnitt        |
| BMD | Bester Mannschaftsdurchschnitt                |
| BED | Bester Einzeldurchschnitt                     |
| BSD | Bester Satzdurchschnitt                       |
| BEVD | Bester Einzel Verhältnismässiger Durchschnitt |
| HS | Höchstserie                                   |
| MP | Match Points                                  |
| PP | Partie Punkte                                 |
| G-U-V | Gewonnen-Unentschieden-Verloren               |
| SV | Satzverhältnis                                |
| WRP | Weltranglistenpunkte                          |
| | 1. Platz (Gold)                               |
| | 2. Platz (Silber)                             |
| | 3. Platz (Bronze)                             |
| | Bester GD des Turniers/Runde                  |
| | Bester VGD des Turniers/Runde                 |
| | Bester ED des Turniers/Runde                  |
| | Bester BVGD des Turniers/Runde                |
| | Beste HS des Turniers/Runde                   |
| (Evtl. finden nicht alle Begriffe Anwendung oder einige sind nicht aufgeführt. Diese können in der Liste der Karambolage-Begriffe nachgesehen werden.) |                                               |

| Endklassement | Endklassement                      | Endklassement | Endklassement | Endklassement | Endklassement |
| Platz         | Name                               | PP            | MP            | VGD           | BVED          |
| ------------- | ---------------------------------- | ------------- | ------------- | ------------- | ------------- |
| 1             | August Tiedtke (Düsseldorf)        | 52:8          | 12:0          | 36,60         | 56,94         |
| 2             | Walter Lütgehetmann (Frankfurt/M.) | 45:15         | 10:2          | 31,93         | 47,67         |
| 3             | Siegfried Spielmann (Immigrath)    | 32:28         | 6:6           | 23,24         | 29,28         |
| 4             | Josef Bolz (Köln)                  | 28:32         | 6:6           | 21,45         | 22,52         |
| 5             | Gerd Thielens (Gelsenkirchen)      | 22:38         | 4:8           | 19,96         | 19,89         |
| 6             | Peter Schuh (Düsseldorf)           | 20:40         | 3:9           | 18,60         | 27,55         |
| 7             | Carl Foerster (Aachen)             | 11:49         | 1:11          | 15,97         | 16,72         |

## Disziplintabellen
| Platz | Name                | MP   | Pkte. | Aufn. | GD    | BED    | HS  |
| ----- | ------------------- | ---- | ----- | ----- | ----- | ------ | --- |
| 1     | Walter Lütgehetmann | 9:3  | 1140  | 24    | 47,50 | 200,00 | 200 |
| 2     | August Tiedtke      | 9:3  | 1102  | 42    | 23,23 | 100,00 | 159 |
| 3     | Siegfried Spielmann | 8:4  | 840   | 31    | 27,09 | 50,00  | 124 |
| 4     | Josef Bolz          | 6:6  | 1021  | 51    | 20,01 | 20,00  | 180 |
| 5     | Carl Foerster       | 4:8  | 798   | 50    | 15,96 | 28,57  | 74  |
| 6     | Gerd Thielens       | 4:8  | 725   | 68    | 10,66 | 25,00  | 74  |
| 7     | Peter Schuh         | 2:10 | 553   | 60    | 9,21  | 15,38  | 72  |

| Platz | Name                | MP   | Pkte. | Aufn. | GD    | BED   | HS  |
| ----- | ------------------- | ---- | ----- | ----- | ----- | ----- | --- |
| 1     | August Tiedtke      | 11:1 | 900   | 64    | 14,06 | 50,00 | 111 |
| 2     | Walter Lütgehetmann | 9:3  | 810   | 43    | 18,83 | 37,50 | 137 |
| 3     | Siegfried Spielmann | 8:4  | 768   | 51    | 15,05 | 50,00 | 81  |
| 4     | Josef Bolz          | 6:6  | 648   | 55    | 11,78 | 21,42 | 58  |
| 5     | Peter Schuh         | 6:6  | 762   | 95    | 8,02  | 12,50 | 58  |
| 6     | Gerd Thielens       | 2:10 | 608   | 80    | 7,60  | 15,00 | 48  |
| 7     | Carl Foerster       | 0:12 | 378   | 54    | 7,00  | -     | 53  |

| Platz | Name                | MP   | Pkte. | Aufn. | GD   | BED  | HS |
| ----- | ------------------- | ---- | ----- | ----- | ---- | ---- | -- |
| 1     | August Tiedtke      | 10:2 | 280   | 76    | 3,68 | 6,25 | 23 |
| 2     | Walter Lütgehetmann | 8:4  | 275   | 75    | 3,66 | 6,25 | 30 |
| 3     | Peter Schuh         | 7:5  | 250   | 106   | 2,35 | 3,33 | 12 |
| 4     | Gerd Thielens       | 6:6  | 289   | 96    | 3,01 | 6,25 | 20 |
| 5     | Josef Bolz          | 5:7  | 257   | 89    | 2,88 | 3,57 | 20 |
| 6     | Siegfried Spielmann | 5:7  | 240   | 90    | 2,66 | 3,84 | 14 |
| 7     | Carl Foerster       | 1:11 | 212   | 108   | 1,96 | 2,27 | 13 |

| Platz | Name                | MP   | Pkte. | Aufn. | GD    | BED   | HS |
| ----- | ------------------- | ---- | ----- | ----- | ----- | ----- | -- |
| 1     | Walter Lütgehetmann | 12:0 | 600   | 43    | 13,95 | 20,00 | 72 |
| 2     | August Tiedtke      | 10:2 | 570   | 40    | 14,25 | 33,33 | 54 |
| 3     | Siegfried Spielmann | 8:4  | 452   | 37    | 12,21 | 25,00 | 84 |
| 4     | Josef Bolz          | 5:7  | 459   | 63    | 7,28  | 11,11 | 44 |
| 5     | Gerd Thielens       | 4:8  | 500   | 55    | 9,09  | 10,00 | 57 |
| 6     | Carl Foerster       | 2:10 | 450   | 63    | 7,14  | 8,33  | 49 |
| 7     | Peter Schuh         | 1:11 | 391   | 53    | 7,37  | 8,33  | 40 |

| Platz | Name                | MP   | Pkte. | Aufn. | GD    | BED   | HS |
| ----- | ------------------- | ---- | ----- | ----- | ----- | ----- | -- |
| 1     | August Tiedtke      | 12:0 | 120   | 104   | 1,153 | 2,500 | 7  |
| 2     | Walter Lütgehetmann | 7:5  | 98    | 158   | 0,620 | 0,909 | 6  |
| 3     | Gerd Thielens       | 6:6  | 89    | 182   | 0,489 | 0,740 | 5  |
| 4     | Josef Bolz          | 6:6  | 103   | 214   | 0,481 | 0,666 | 5  |
| 5     | Peter Schuh         | 4:8  | 96    | 188   | 0,510 | 1,000 | 5  |
| 6     | Carl Foerster       | 4:8  | 85    | 239   | 0,355 | 0,400 | 7  |
| 7     | Siegfried Spielmann | 3:9  | 91    | 201   | 0,452 | 0,526 | 7  |